# ثورستين هيلستاد

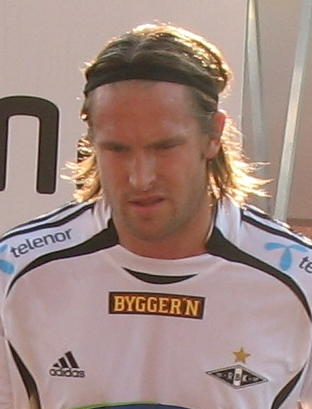

ثورستين هيلستاد (بالنرويجية البوكمول: Thorstein Helstad)‏ (مواليد 28 أبريل 1977 في هامار - النرويج) لاعب كرة قدم نرويجي يلعب حاليا لصالح نادي الدرجة الأولى لومان الفرنسي منذ 2008 في مركز المهاجم .

## روابط خارجية
- ثورستين هيلستاد على موقع IMDb (الإنجليزية)

- ثورستين هيلستاد على موقع الاتحاد الدولي (مؤرشف)  (الإنجليزية)
- ثورستين هيلستاد على موقع الاتحاد الأوربي (الإنجليزية)
- ثورستين هيلستاد على موقع اتحاد النرويج (النرويجية)
- ثورستين هيلستاد على موقع قاعدة بيانات كرة القدم.إي يو (الإنجليزية)
- ثورستين هيلستاد على موقع ليكيب (الفرنسية)
- ثورستين هيلستاد على موقع ناشيونال فوتبول تيمز (الإنجليزية)
- ثورستين هيلستاد على موقع كووورة